# Morti nel 1727
| Questa pagina contiene informazioni ricavate automaticamente dalle voci biografiche con l'ausilio del template Bio e di un bot. L'aggiornamento è periodico e automatico e ricostruisce completamente la pagina. Se manca una persona in questa lista, sei pregato di non aggiungerla, ma accertati piuttosto che la sua voce biografica contenga il template Bio e che i dati anagrafici siano correttamente compilati. Se il template Bio manca, inseriscilo tu stesso o, in alternativa, metti l'avviso {{tmp\|Bio}} che ne segnala la mancanza. Se i dati riportati sono sbagliati, correggi direttamente la voce biografica; le modifiche saranno visibili in questa lista entro pochi giorni. Per chiarimenti vedi il progetto biografie. La lista contiene solo le 96 persone che sono citate nell'enciclopedia e per le quali è stato implementato correttamente il template Bio. Pagina aggiornata al 2 giu 2025. |

## Gennaio(5)
- 4 gennaio - Giuseppe Sacripante, cardinale italiano (n. 1642)
- 5 gennaio - Giovanni Antonio Burrini, pittore italiano (n. 1656)
- 13 gennaio - Thomas Madox, storico, diplomatista e antiquario britannico (n. 1666)
- 24 gennaio - Filippo di Borbone-Vendôme, nobile francese (n. 1655)
- 25 gennaio - Salvatore Bianchi, pittore italiano (n. 1653)

## Febbraio(9)
- 1º febbraio - Samuel Pitiscus, umanista olandese (n. 1637)
- 1º febbraio - Giuseppe Sala, editore italiano
- 2 febbraio - Giancarlo Aliberti, pittore italiano (n. 1670)
- 5 febbraio - Guillén Ramón de Moncada y Portocarrero, nobile e militare spagnolo (n. 1671)
- 10 febbraio - Francesco Procopio dei Coltelli, cuoco italiano (n. 1651)
- 18 febbraio - Giuseppe Ignazio D'Arcour, nobile italiano (n. 1668)
- 23 febbraio - Johann Franz Eckher von Kapfing und Liechteneck, vescovo cattolico tedesco (n. 1649)
- 23 febbraio - Lionel Tollemache, III conte di Dysart, nobile e politico scozzese (n. 1649)
- 26 febbraio - Francesco Farnese, duca italiano (n. 1678)

## Marzo(9)
- 2 marzo - Alessandro III Sanvitale, nobile e mecenate italiano (n. 1645)
- 6 marzo - Jan van Bunnick, pittore olandese (n. 1654)
- 15 marzo - Jacques de Goyon de Matignon, vescovo cattolico francese (n. 1643)
- 20 marzo - Isaac Newton, matematico e fisico inglese (n. 1642)
- 20 marzo - Anne Geneviève de Lévis, nobile francese (n. 1673)
- 22 marzo - Francesco Gasparini, compositore italiano (n. 1661)
- 22 marzo - Mulay Isma'il, sultano marocchino (n. 1645)
- 26 marzo - Michael Johann von Althann, nobile e politico austriaco (n. 1679)
- 28 marzo - Jean-Baptiste Buterne, organista e clavicembalista francese

## Aprile(7)
- 1º aprile - Louis-Armand Champion de Cicé, missionario e vescovo cattolico francese (n. 1648)
- 4 aprile - Wilhelm von Leslie, vescovo cattolico austriaco (n. 1657)
- 6 aprile - Alessandro Gherardini, pittore italiano (n. 1655)
- 8 aprile - Nicola Salzillo, scultore italiano (n. 1672)
- 13 aprile - Gianfederico d'Este, nobile italiano (n. 1700)
- 15 aprile - George Compton, IV conte di Northampton, nobile inglese (n. 1664)
- 19 aprile - Emetullah Sultan, principessa ottomana (n. 1701)

## Maggio(12)
- 1º maggio - François de Pâris, francese (n. 1690)
- 2 maggio - Giuseppe Maria Jacchini, violoncellista e compositore italiano (n. 1667)
- 4 maggio - Luigi Armando II di Borbone-Conti, principe francese (n. 1695)
- 10 maggio - Pier Jacopo Martello, poeta e drammaturgo italiano (n. 1665)
- 13 maggio - Jean Dumont, scrittore e storiografo francese (n. 1667)
- 15 maggio - Francesco Maria Spinola, nobile e militare italiano (n. 1659)
- 17 maggio - Lebrecht di Anhalt-Zeitz-Hoym, principe tedesco (n. 1669)
- 17 maggio - Caterina I di Russia, sovrana russa (n. 1684)
- 18 maggio - Norbert Roëttiers, medaglista francese
- 25 maggio - Fulvio Salvi, vescovo cattolico italiano (n. 1658)
- 27 maggio - Henri de Nesmond, arcivescovo cattolico francese (n. 1655)
- 31 maggio - Carlo di Holstein-Gottorp, principe tedesco (n. 1706)

## Giugno(4)
- 1º giugno - Cornelis Huysmans, pittore tedesco (n. 1648)
- 8 giugno - August Hermann Francke, teologo e pedagogo tedesco (n. 1663)
- 11 giugno - Giorgio I di Gran Bretagna, nobile (n. 1660)
- 25 giugno - Fortunato Morosini, vescovo cattolico italiano (n. 1666)

## Luglio(3)
- 9 luglio - Veronica Giuliani, mistica e badessa italiana (n. 1660)
- 18 luglio - Franz Anton von Harrach, arcivescovo cattolico tedesco (n. 1665)
- 31 luglio - Giambattista Patrizi, cardinale e arcivescovo cattolico italiano (n. 1658)

## Agosto(7)
- 4 agosto - Victor-Maurice de Broglie, nobile e militare francese (n. 1647)
- 5 agosto - Johannes Bronkhorst, incisore, pittore e disegnatore olandese (n. 1648)
- 14 agosto - William Croft, compositore e organista inglese (n. 1678)
- 14 agosto - Ludovico Lante Montefeltro della Rovere, III duca di Bomarzo, nobile italiano (n. 1683)
- 16 agosto - Camillo III Gonzaga, nobile italiano (n. 1649)
- 17 agosto - Louis I de Rohan-Chabot, nobile francese (n. 1652)
- 27 agosto - Aert de Gelder, pittore olandese (n. 1645)

## Settembre(7)
- 4 settembre - Cristiana Eberardina di Brandeburgo-Bayreuth, regina (n. 1671)
- 6 settembre - Ernst Friedrich von Windisch-Graetz, diplomatico e politico austriaco (n. 1670)
- 8 settembre - Giuseppe Bartolomeo Chiari, pittore italiano (n. 1654)
- 13 settembre - Antonio Gresta, pittore italiano (n. 1671)
- 19 settembre - Carlo Agostino Fabroni, cardinale italiano (n. 1651)
- 25 settembre - Jacques Abbadie, pastore protestante, teologo e scrittore francese (n. 1654)
- 25 settembre - Sarah Kemble Knight, imprenditrice, scrittrice e insegnante statunitense (n. 1666)

## Ottobre(6)
- 5 ottobre - Luka Mislej, artista sloveno (n. 1670)
- 7 ottobre - Giovanna Agnese Berthelot de Pleneuf, nobile francese (n. 1698)
- 9 ottobre - Gaetano I Sforza Cesarini, II principe di Genzano, principe italiano (n. 1674)
- 10 ottobre - Charles III de Rohan-Guéméné, nobile francese (n. 1655)
- 26 ottobre - Louis de Sacy, scrittore e avvocato francese (n. 1654)
- 28 ottobre - Boris Ivanovič Kurakin, nobile e ambasciatore russo (n. 1676)

## Novembre(7)
- 2 novembre - Giorgio Maria Martinelli, religioso italiano (n. 1655)
- 4 novembre - Baltasar de Mendoza y Sandoval, vescovo cattolico spagnolo (n. 1653)
- 9 novembre - Giovanni Battista Ragusa, scultore italiano
- 10 novembre - Alphonse de Tonti, militare e esploratore francese
- 17 novembre - Giuseppe Rolli, pittore e incisore italiano (n. 1645)
- 18 novembre - Pellegrino Antonio Orlandi, storico dell'arte e bibliografo italiano (n. 1660)
- 26 novembre - Edward Russell, I conte di Orford, ammiraglio britannico (n. 1653)

## Dicembre(5)
- 1º dicembre - Johann Heinrich Buttstett, compositore, organista e teorico della musica tedesco (n. 1666)
- 4 dicembre - Sofia Guglielmina di Sassonia-Coburgo-Saalfeld, principessa (n. 1693)
- 22 dicembre - Louis Phélypeaux, politico e funzionario francese (n. 1643)
- 26 dicembre - Baltasar de Zúñiga y Guzmán, spagnolo (n. 1658)
- 29 dicembre - Pier-Sante Cicala, pittore italiano (n. 1664)

## Senza giorno specificato(15)
- Doroteo Alimari, scienziato, matematico e geografo italiano (n. 1650)
- Giuseppe Boniventi, compositore italiano (n. 1670)
- Jesse di Cartalia, re (n. 1680)
- Biagio Antonio Copeti, vescovo cattolico italiano
- Alphonse d'Ève, compositore fiammingo (n. 1666)
- Pablo González Velázquez, scultore spagnolo (n. 1664)
- Hon'inbō Dōetsu, goista giapponese (n. 1636)
- Fëdor Fëdorovič Lužin, geodeta e cartografo russo (n. 1695)
- Giuseppe Malatesta Garuffi, scrittore, poeta e bibliotecario italiano
- Francesco Maria Nigrisoli, medico italiano (n. 1648)
- Johann Konrad Pfyffer von Altishofen, ufficiale svizzero
- Pietro Francesco Prina, pittore italiano (n. 1647)
- Jacques Roergas de Serviez, scrittore francese (n. 1679)
- Tsewang Rabtan (n. 1643)
- Jan Frans van Douven, pittore olandese (n. 1656)